# IV. Neszpakasuti

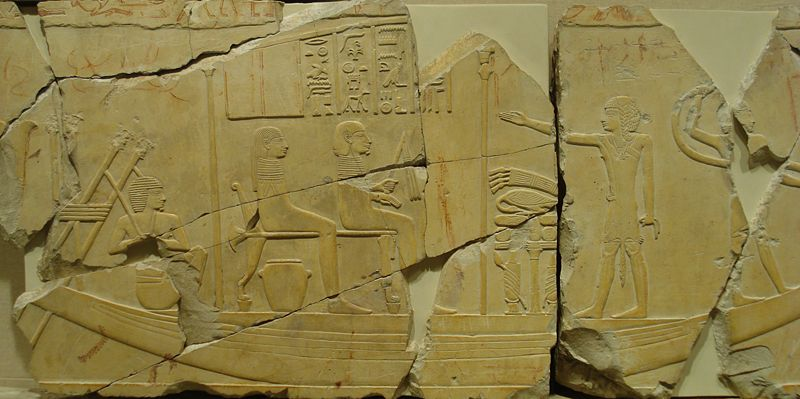
Relief Neszpakasuti sírjából

Neszpakasuti (ns-p3-q3-swtỉ) ókori egyiptomi vezír volt, Dél vezírje a XXVI. dinasztia idején, I. Pszammetik fáraó uralkodása alatt.
Apja Neszpamedu vezír, aki annyira befolyásos személy volt, hogy a korabeli asszír források Thinisz királyaként említik. Nagyapja, III. Neszpakasuti szintén vezír. A befolyásos család tagjai nemzedékeken át fontos hivatalokat töltöttek be, és szobrok egész sorát állították a karnaki templomban; Neszpakasuti is részben innen ismert, részben thébai sírjából TT312), egy újrahasznosított középbirodalmi sírból, melyet reliefekkel díszített.

## Fordítás
- Ez a szócikk részben vagy egészben  a   Nespaqaschuty című német Wikipédia-szócikk ezen változatának fordításán alapul.  Az eredeti cikk szerkesztőit annak laptörténete sorolja fel. Ez a jelzés csupán a megfogalmazás eredetét és a szerzői jogokat jelzi, nem szolgál a cikkben szereplő információk forrásmegjelöléseként.